# Gastrosaccus brevifissura
Gastrosaccus brevifissura är en kräftdjursart som beskrevs av O. Tattersall 1952. Gastrosaccus brevifissura ingår i släktet Gastrosaccus och familjen Mysidae. Inga underarter finns listade i Catalogue of Life.